# Szilágysomlyói Magura
A Szilágysomlyói Magura (románul Măgura Șimleului) tanúhegy jellegű masszívum Romániában, a Partiumban, Szilágy megyében, Szilágysomlyótól északra.

## Földrajza
A Szilágysági-dombvidéken található hegy 596 méterrel emelkedik a tengerszint fölé. Magmás kőzetekből épül fel, az Alföld peremén annak metamorfikus aljzata jelenik meg a felszínen. Y alakban három fő nyúlvánnyal rendelkezik. 
A hegyet délről elérő Kraszna folyó a nyugati oldalán megkerüli azt és észak felé halad tovább.

## Története
A hegy tetején állt a középkorban a Báthory család első vára, a Somlyóvár, amelyet a törökök leromboltak, később egy másik épült Szilágysomlyóhoz közelebb.
Az oldalában szőlőt termesztenek, amely a savas kőzetek miatt magas savtartalmú, így megfelelő a pezsgőgyártáshoz. A hegy oldalába a helyiek pincéket vájtak. 

## Települések
A hegy körül észak felől kezdve az óramutató járásának megegyező irányban:
- Somlyógyőrtelek
- Magurahegy
- Szilágybadacsony
- Szilágysomlyó
- Somlyócsehi
- Somlyóújlak

## Külső hivatkozások
- Kalmár János: A Szilágysomlyói Magura földtani felépítése PDF – Földtani Közlöny,  126/1. (1996) szám, 41–65. o.